# Seznam nosilcev bronaste medalje generala Maistra z meči
Seznam nosilcev bronaste medalje generala Maistra z meči.

## Seznam
(datum podelitve - ime)
- neznano - Željko Acalinovič - Branko Ajdič - Anton Ajster - Ernest Anželj - Marjan Babič - Dragan Bavčar - Silvester Bedrač- Janez Bele - Boris Bertoncelj - Stanko Biaggio - Andrej Bizjak - Franc Bohar - Jure Bojanič - Ivo Bošnjakovič - Ivan Božič - Milenko Božič - Mirela Božič - Janez Bračko - Zdravko Brezovšek - Borut Brinc - Marjan Brinovec - Branislav Brus - Gorazd Budal - Stanislav Budja - Andrej Bukovec - Igor Cebek - Aleksander Cigan - Bojan Ciglič - Rado Cotič - Tone Čančer - Henrik Čopi - Vojko Čuk - Radoslav Djekić - Janez Dobravec - Marjan Dovžan - Andrej Drašler - Drago Dušej - Alenka Ermenc - Anton Fajdiga - Jože Falker - Ivan Farb - Vincenc Farkaš - Mojca Ferjančič - Branko Ferk - Tine Filip - Damjan Finžgar - Nada Flogie - Jože Fortuna - Ivo Furlan - Iztok Godnič - Bojan Golič-Derenčin - Stanko Goričan - Jože Govednik - Branko Gregorič - Dušan Harl - Osman Hasić - Darko Hrabar - Jurij Hren - Anton Hribernik - Danica Humar - Vilko Ilc - Velimir Janeš - Stanko Jarm - Emil Jazbec - Jakob Jelen - Juri Jelerčič - Pavle Jereb - Marjan Jerina - Vinko Jerman - Miran Jeromel - Sašo Jug - Bojan Jurkas - Stanko Kajba - Boris Kante - Jože Kapušin - Stojan Karer - Darko Kastelic - Peter Kavčič - Janko Kerneža - Bojan Klančar - Robert Klinar - Igor Knafeljc - Viktor Knavs - Jože Kobentar - Jože Kočevar - Žarko Kodermac - Emil Kolenc - Sandi Kolenc - Pavle Komel - Ivan Kolar - Janko Korče - Janez Koren - Iztok Koren - Simon Korez - Anton Korošec (19xx) - Marko Košir - Miran Košmrlj - Edvard Kotnik - Franjo Kovačevič - Leon Kovačič - Jadran Kramar - Janez Krampač - Jože Kranjc - Jože Krečič - Branko Kršinar - Branko Krulič - Miran Kruščič - Vlado Kunčič - Mirko Kunst - Branko Kuralt - Božena Kušlan - Milan Kuzmič - Zdenko Lasič - Robert Lenarčič - Peter Leopold - Herbert Lešnik - Luka Levičnik - Vilko Libenšek - Tomislav Ličen - Zdenko Likan - Egon Likar - Andrej Lipovec - Vili Logar - Boris Lorbek - Boris Lovrenčič - Bogdan Lozej - Boris Lutman - Božo Majcen - Darko Mavrič - Matjaž Mavsar - Franc Medle - Ferdo Mejač - Danilo Metul - Jože Miholič - Robert Miklavčič - Bojan Mikuš - Zoran Mikuš - Aleksander Mlakar - Dušan Mlaker - Klavdij Mlekuš - Slavko Modlic - Dušan Moštrokol - Jadran Mršnik - Jože Mulej - Borut Nečemar - Sava Nesković - Franc Ogrinc - Ivan Ojsteršek - Marjan Okorn - Daniel Oplotnik - Lado Orel - Ivo Orešnik - Zvonko Osterc - Stane Oter - Franc Oven - Milko Ozmec - Milan Ožbolt - Vitomir Pajek - Jože Palfi - Boris Pavalec - Vili Pečnik - Jože Perko - Janko Petrič - Srečko Petrič - Leon Petrovič - Srečo Pirman - Marjan Pišek - Martina Pleterski - Branko Podbrežnik - Mirko Podlogar - janko Podstenšek - Boris Podvršnik - Anton Pogorevčnik - Jože Pojbič - Sašo Polovič - Bojan Porok - Janko Požežnik - Marjan Puhar - Martin Pust - Tomaž Rajk - Emil Ramovič - Anton Ravnič - Stanislav Ravnik - Jasna Ravnikar - Uroš Ribič - Mirko Rogač - Janko Roj - Ferdinand Rosnaky - Drago Rozman - Bojan Rožman - Žare Rues - Franc Rupnik - Slavko Rupnik - Rudolf Rus - Janko Rutar- Miloš Sajovic - Drago Samaržija - Vladimir Sedej - Zdenko Seršen - Zdenko Simončič - Stane Sitar - Darko Skok - Janez Sluga - Bojan Smodila - Lovro Sodja - Branko Strehar - Boris Struber - Alojz Stržinar - Jože Šafarič - Milan Šajn - Jože Šantelj - Franc Šega - Janko Šega - Viktor Šen - Rado Šenčur - Milan Šercer - Janko Šmigoc - Aleš Šobar - Bojan Šobar - Neven Šoič - Zvonko Šoštarič - Mirko Špetič - Alojz Šribar - Srečko Štajnbaher - Ivo Šteblaj st. - Ivo Šteblaj ml. - Bojan Štefančič - Dušan Šterk - Vojko Štih - Dušan Štokelj - Aleks Štolfa - Janez Štritof - Marko Štrukelj - Iztok Šulc - Branko Tantegel - Mitja Terglav - Jani Topolovec - Igor Trebec - Anton Tunja - Janez Tušar - Jože Udovč - Branko Urbanč - Avgust Urek - Iztok Urlavb - Izidor Vadnal - Željko Varga - Živko Vasilevski - Drago Vereš - Bojan Vidali - Oto Vodušek - Fedja Vraničar - Matjaž Vrbnjak - Martin Vukšič - Bojan Zadravec - Zdravko Zadravec - Vlado Zadravec - Edi Zanut - Matevž Zapotnik - Zlatko Zepan - Milan Žagar - Zvonimir Žagar - Milan Zajc - Štefan Žeks - Franc Žemljič - Roman Žinko - Peter Žitko - Vinko Žitnik - Jože Žunkovič - Zlatko Žvajkera - Dušan Horvat